# Victor von Podbielski (Politiker, 1844)

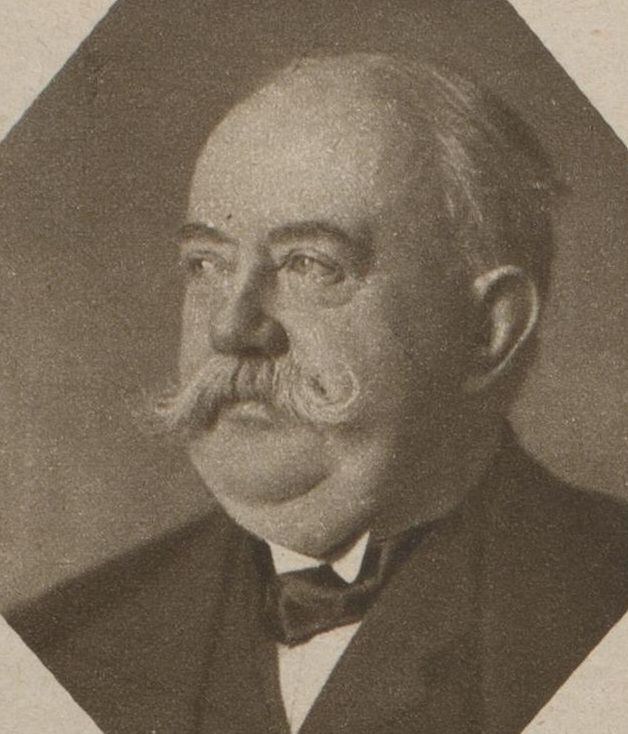
Victor von Podbielski

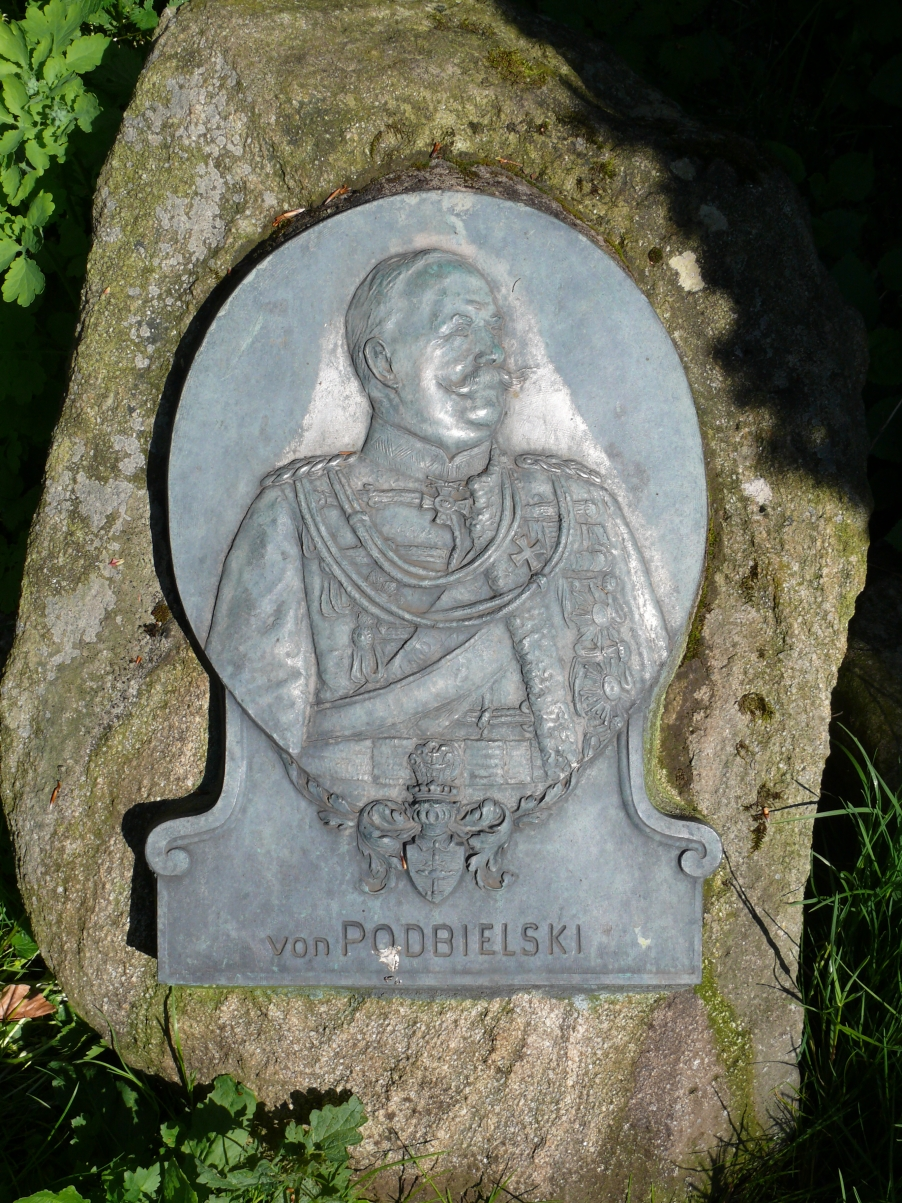
Porträtrelief

Victor Adolf Theophil von Podbielski, auch Viktor von Podbielski (* 26. Februar 1844 in Frankfurt (Oder); † 21. Januar 1916 in Berlin) war ein preußischer Generalleutnant, Staats- und Landwirtschaftsminister sowie Staatssekretär des Reichspostamts.

## Familie

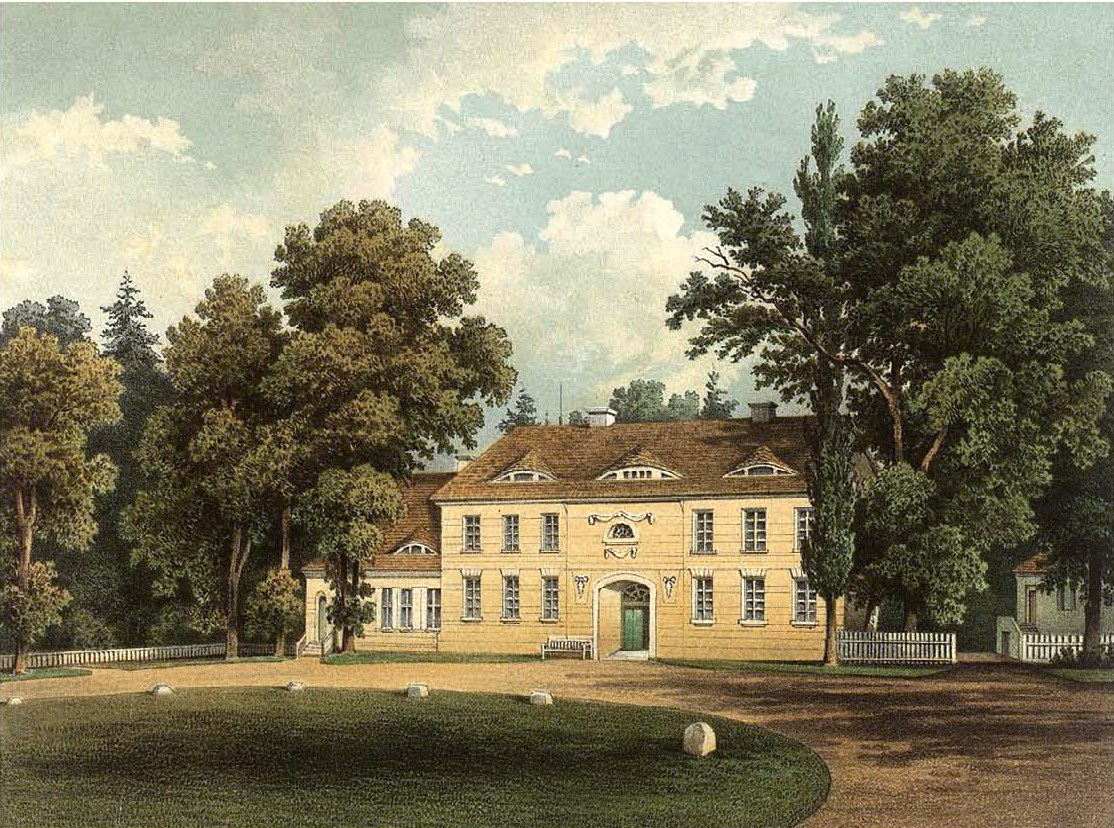
Rittergut Bootz um 1864/65, Sammlung Alexander Duncker

Victor entstammte dem Adelsgeschlecht von Podbielski. Er war der Sohn des späteren Generals der Kavallerie Theophil von Podbielski (1814–1879), eines Veteranen der Einigungskriege, und dessen Ehefrau Agnes, geborene von Jagow (1823–1887).
Podbielski heiratete am 5. Mai 1891 auf Gut Buschow im Landkreis Westhavelland die 25 Jahre jüngere Margarete von Twardowski (* 18. August 1869 in Hannover; † 7. Juni 1951 in Villingen). Sie war die Tochter von Friedrich Andreas von Twardowski (1839–1870), preußischer Premierleutnant und Kompanieführer im 3. Garde-Regiment zu Fuß während des Deutsch-Französischen Krieges, und dessen Ehefrau Hedwig, geborene von Blücher (1849–1921). Das Ehepaar hatte drei Söhne. Der älteste Sohn  und Erbe war der gleichnamige Victor von Podbielski, ebenfalls Reichstagsabgeordneter, und NS-Funktionär. Der zweite Sohn Fritz von Podbielski, 1893 in Dallmin geboren, starb 1917 als Leutnant d. R. des Husaren-Regiments-Nr. 3 an der Front, war eigentlich Kammergerichts-Referendar und Dr. jur. Der jüngste Sohn der Familie hieß Hans von Podbielski und lebte mit seiner Frau Anna-Marie Freiin von Maltzahn und den Töchtern in Birkholz, Westprignitz. 
Er selbst war Gutsbesitzer der Güter Dallmin, Bootz und Streesow mit Wittmor (heute im Landkreis Prignitz). Sein Besitz umfasste etwa 1700 ha Land. Viktor hatte zwei jüngere nicht vermählte Schwestern, Walli von Podbielski lebte in Perleberg, Klara war Ehrenstiftsdame zu Kloster Marienfließ mit Wohnsitz ebenso in Perleberg. Die älteste Schwester Elisabeth mit Hauptwohnsitz In Potsdam liierte sich mit dem späteren kgl. preuß. Generalmajor Michael von Szymonski (1844–1922).
Konstantin von Twardowski ist ein direkter Vorfahre seiner Ehefrau.

## Militärischer Werdegang

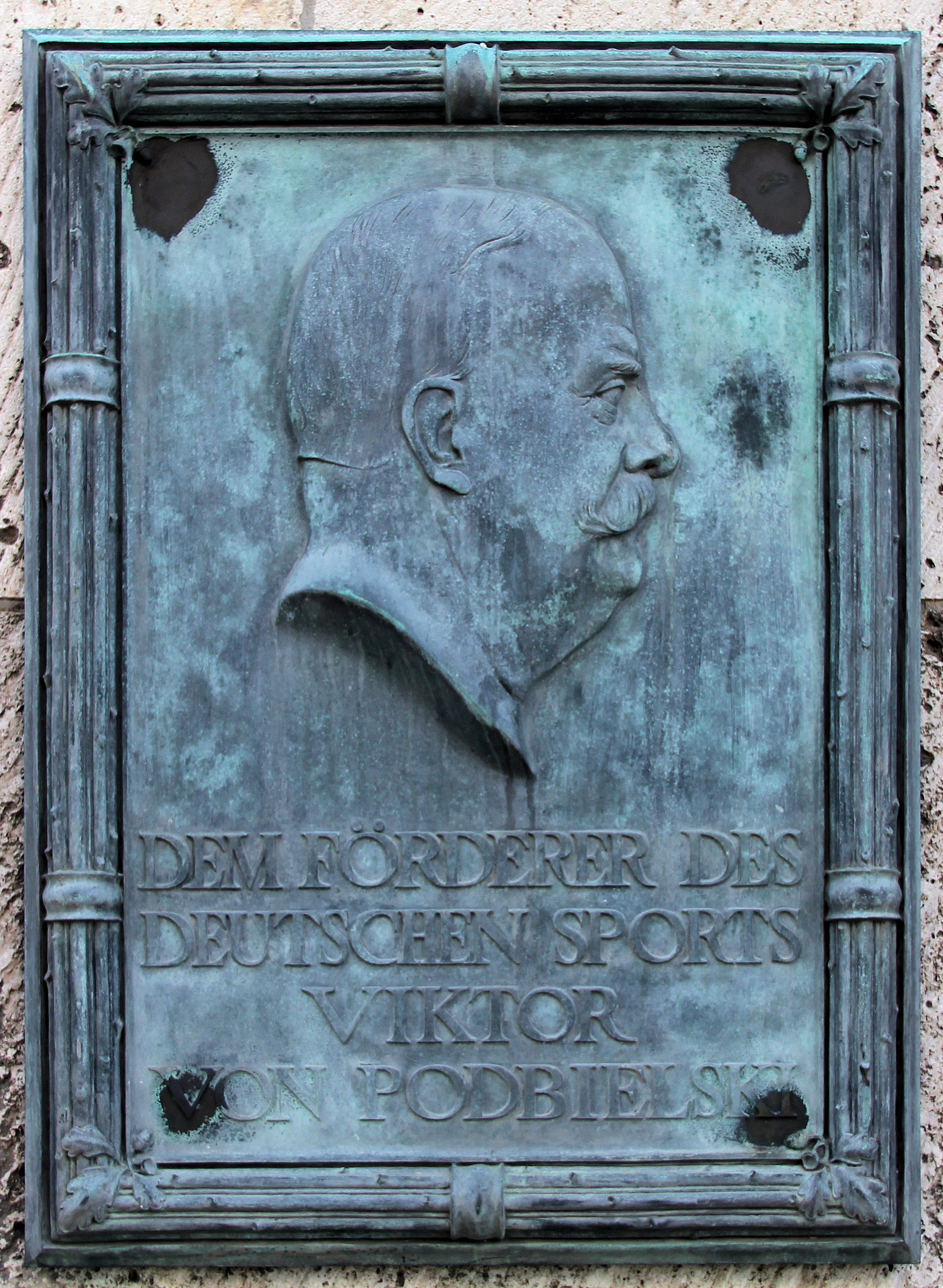
Gedenktafel am Olympiastadion Berlin, in Berlin-Westend (Bildhauer Walter Schmarje)

Podbielski erhielt seine Vorbildung auf dem Friedrich-Wilhelm-Gymnasium in Berlin und später auf der Kadettenanstalt. 1862 trat er in das 2. Brandenburgische Ulanen-Regiment Nr. 11 der Preußischen Armee ein.
Während des Krieges gegen Frankreich diente Podbielski 1870/71 als Offizier im Generalstab des X. Armee-Korps. 1885 bis 1890 war er Kommandeur des Brandenburgischen Husaren-Regiments (Zietensche Husaren) Nr. 3 in Rathenow und übernahm danach die neugebildete 34. Kavallerie-Brigade in Metz. In dieser Eigenschaft avancierte er zum Generalmajor.

## Ziviles Wirken
Von seinem Vater erbte er das Gut Dallmin in der Westprignitz, wo er das dortige noble Gutshaus, das in seiner noch heute erhaltenen barocken Grundstruktur aus der Zeit der Familie von Jagow (um 1800) herrührt, im Innern teilweise im historisierenden Stil neu dekorieren ließ. Die Wirtschaftsgebäude des Gutshofes ließ er im Verlaufe seiner Besitzzeit um 1900 fast sämtlich neu und massiv ausführen, ebenso viele Tagelöhnerhäuser und auch das Pfarrhaus neu erbauen. In den umliegenden Kirchgemeinden Strehlen und Postlin förderte er die Kirchenumbauten um 1910. In Dallmin selbst begründete er die noch heute produzierende Stärkefabrik. 1891 wurde er vom Dienst befreit und 1896 zum Generalleutnant befördert, nachdem er 1893 als Abgeordneter seines Heimat-Landkreises Westprignitz in den Reichstag gewählt worden war. Hier engagierte er sich für die Deutschkonservative Partei.
Nach dem Tod des Staatssekretärs Heinrich von Stephan wurde Podbielski am 1. Juli 1897 zum Leiter des Reichspostamts berufen und 1898 zum Wirklichen Geheimen Rat ernannt. Durch mehrere Reformen machte er sich um die Entwicklung des Postwesens verdient. Ihm zu Ehren benannte die Norddeutsche Seekabelwerke den 1900 in Dienst gestellten ersten deutschen Kabelleger Von Podbielski.
Im Mai 1901 wurde Podbielski zum preußischen Landwirtschaftsminister ernannt. Er trat im November 1906 zurück, weil er in eine Bestechungsaffäre im Zusammenhang mit der Ausstattung der deutschen Schutztruppe verwickelt war. Als Gutsherr auf Dallmin lieferte er die Butter für die Schutztruppe für Deutsch-Südwestafrika, wenngleich nicht direkt, sondern über die Firma v. Tippelskirch & Co., an der seine Ehefrau mit 40 Prozent beteiligt war.
Seine Güter belieferten ab 1909 die Warenhauskette Hermann Tietz.
Danach widmete Podbielski seine Aktivität dem Sport. 1909 wurde er Präsident des Deutschen Reichsausschusses für Olympische Spiele (DRAfOS) und wirkte 1912 als Leiter der deutschen Olympiamannschaft bei den Olympischen Spielen in Stockholm. Als Vorstandsmitglied im Union-Klub für Pferderennen wirkte er maßgeblich an der Entstehung der Rennbahn Grunewald 1909 mit und sicherte die Finanzierung des im Inneren der Rennbahn errichteten und 1913 fertiggestellten Deutschen Stadions, damals im Grunewald auf dem Gelände des heutigen Olympiastadions gelegen. Dort sollten die Olympischen Spiele 1916 ausgetragen werden, die wegen des Ersten Weltkriegs nicht stattfanden. Eine im Stadion befindliche markante Eiche wurde anlässlich seines 70. Geburtstags 1914 in seinem Beisein Podbielskieiche benannt. Im Ostmarkstadion in Frankfurt (Oder) wurde eine Eiche gepflanzt und ebenfalls nach ihm benannt. 
Sein Begräbnis 1916 auf dem Familienfriedhof neben der Kirche in Dallmin zeigte die außerordentliche Beliebtheit des Staatsmanns und Landjunkers sowohl in Hof- und Politikerkreisen, als auch in der Beamtenschaft, dem Militär und der Bevölkerung. Nach ihm wurden die Podbielskiallee, der  gleichnamige U-Bahnhof der Linie U3 in Berlin-Dahlem und die Podbielskistraße in Hannover benannt, ebenso ein Schiff (neuerdings auch eine Straße in Postlin). In Dallmin wurde ihm ein Bronzerelief mit Brustbild in der Husaren-Uniform errichtet, um dessen Pflege sich in den 1980er und 1990er Jahren vor allem die ansässige Familie des Pfarrers Peter Stiewig verdient gemacht hat. Eine Courschleppe seiner Ehefrau aus der Zeit der großen Hof-Couren der Kaiserzeit (um 1900) wurde 2008 im Schlossmuseum Wolfshagen ausgestellt.